# Имишлински рејон
Имишлински рејон (азер. İmişli rayonu), једна је од 78 административно-територијалних јединица Азербејџана. Налази се у пределу региона Аран. Административни центар рејона се налази у граду Имишли. 
Имишлински рејон обухвата површину од 1.820 km² и има 116.600 становника (подаци из 2011). 
Административно, рејон се даље дели у 49 мањих општина.